# Can Cors
Can Cors és una masia de Celrà (Gironès) inclosa a l'Inventari del Patrimoni Arquitectònic de Catalunya.

## Descripció
És un edifici aïllat, de planta quadrangular, amb coberta de teula a dues vessants. Parets de pedra morterada i arrebossades exteriorment. Inicialment el mas devia estar estructurat en tres crugies, però successives reformes i ampliacions devien determinar la forma de l'actual casal. La part més antiga correspon a les bandes nord i est, on es conserven en façana dos extraordinaris finestrals gòtics d'arcs conopials amb arquets i guardapols. Els trencaaigües de pedra de l'ampit presenten caps humans cisellats en aquell material. També són notables els arrencaments del guardapols, amb figures animals i humanes, així com les impostes també cisellades amb elements vegetals. Hi ha una porta dovellada tapiada, que presumiblement fou l'accés principal a l'edifici primitiu.

## Història
Anteriorment la casa havia estat propietat de la família Guinard, de la qual es conserva encara el mas del seu nom al mateix municipi. Més endavant va ser propietat de la família Cors. Durant la guerra de 1936, la casa fou confiscada i convertida en escola del poble. La última reestructuració definitiva fou feta l'any 1903, en què es realitzà tota la part corresponent al jardí clàssic i tota la banda sud de l'edifici.